# Availles-sur-Chizé
Pour les articles homonymes, voir Availles et Chizé.
Availles-sur-Chizé est une ancienne commune française située dans le département des Deux-Sèvres et la région Nouvelle-Aquitaine. Elle est associée à la commune de Chizé depuis 1973.

## Histoire
Le 1er janvier 1973, la commune d'Availles-sur-Chizé est rattachée à celle de Chizé sous le régime de la fusion-association.

## Administration
De par son statut de commune associée, ce village a un maire délégué.
| Période                                  | Période | Identité     | Étiquette | Qualité |
| ---------------------------------------- | ------- | ------------ | --------- | ------- |
| 1977                                     | 2014    | René Rayneau |           |         |
| Les données manquantes sont à compléter. |         |              |           |         |

## Démographie
| 1793 | 1800 | 1806 | 1821 | 1831 | 1836 | 1841 | 1846 | 1851 |
| ---- | ---- | ---- | ---- | ---- | ---- | ---- | ---- | ---- |
| 218  | 264  | 228  | 276  | 287  | 300  | 306  | 306  | 298  |

| 1856 | 1861 | 1866 | 1872 | 1876 | 1881 | 1886 | 1891 | 1896 |
| ---- | ---- | ---- | ---- | ---- | ---- | ---- | ---- | ---- |
| 290  | 312  | 287  | 275  | 312  | 308  | 301  | 290  | 291  |

| 1901 | 1906 | 1911 | 1921 | 1926 | 1931 | 1936 | 1946 | 1954 |
| ---- | ---- | ---- | ---- | ---- | ---- | ---- | ---- | ---- |
| 282  | 247  | 256  | 249  | 260  | 244  | 253  | 268  | 299  |

| 1962 | 1968 | - | - | - | - | - | - | - |
| ---- | ---- | - | - | - | - | - | - | - |
| 284  | 249  | - | - | - | - | - | - | - |

## Lieux et monuments
- Église Saint-Eutrope-et-Saint-Martin
- Monument aux morts